# Dorfkirche Stegelitz

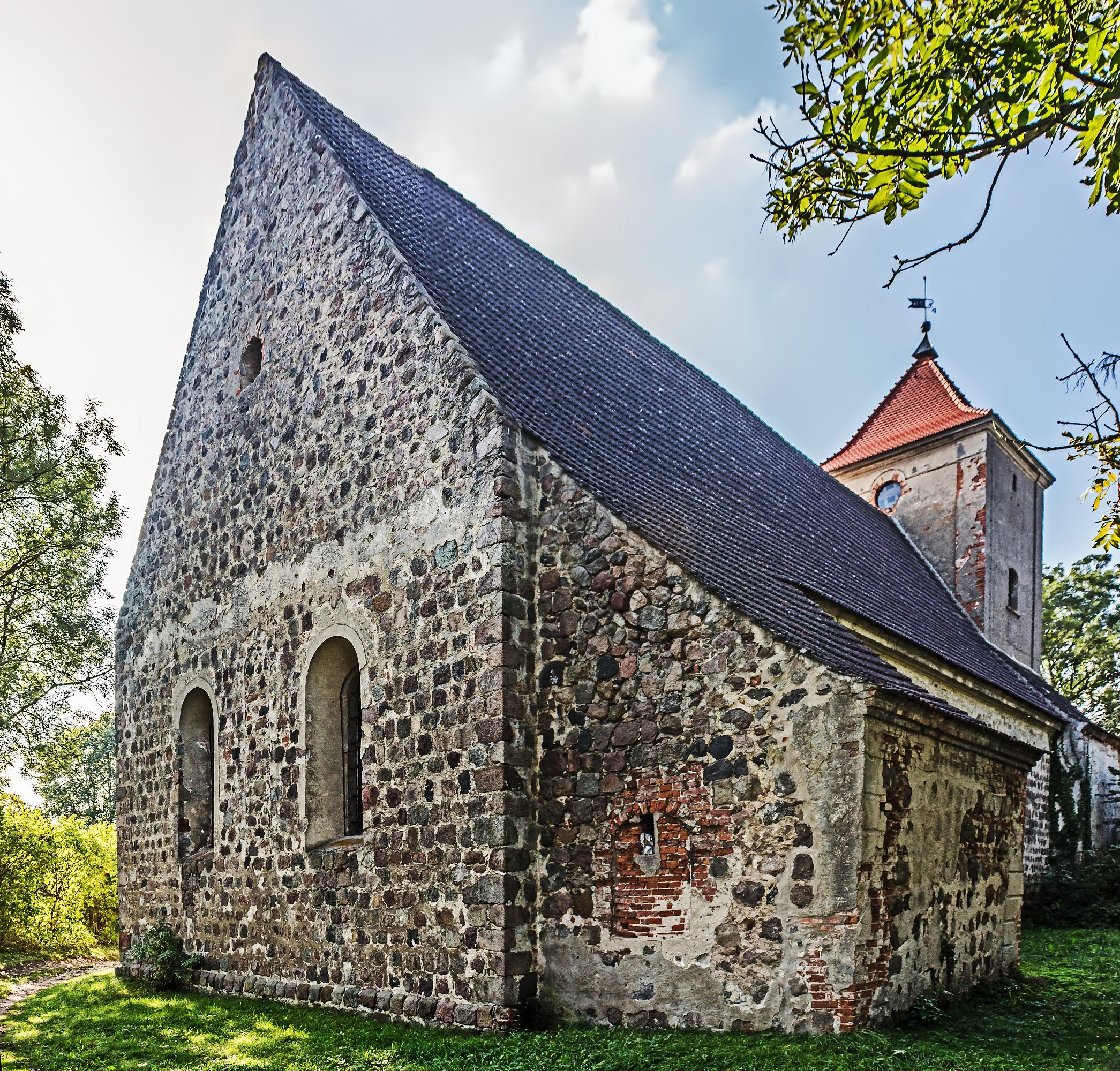
Dorfkirche Stegelitz

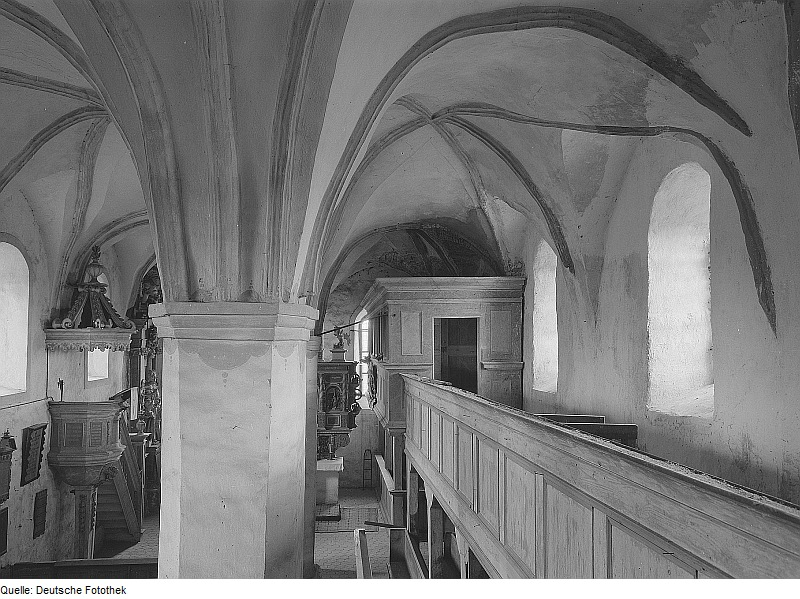
Empore

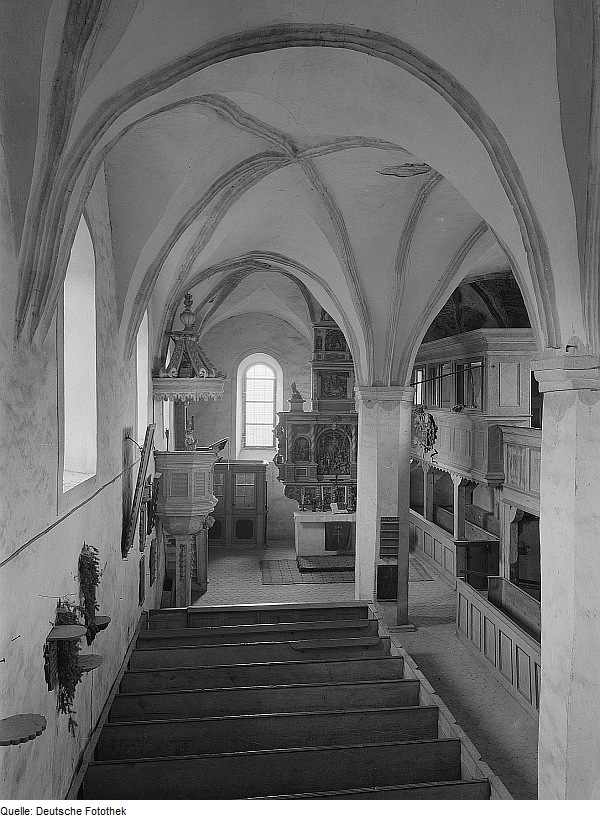
Innenansicht

Die evangelische Dorfkirche Stegelitz ist eine später zur Halle umgebaute Saalkirche aus Feldstein im Ortsteil Stegelitz von Flieth-Stegelitz im Landkreis Uckermark in Brandenburg. Sie gehört zur Kirchengemeinde Gerswalde im Evangelischen Kirchenkreis Uckermark der Evangelischen Kirche Berlin-Brandenburg-schlesische Oberlausitz.
Zur Förderung des Denkmalschutzes und der Denkmalpflege, wurde im Jahr 2017 der  gemeinnützige Verein Freunde der Feldsteinkirche Stegelitz e.V. gegründet. Der Verein setzt sich für den Erhalt der Feldsteinkirche ein.

## Geschichte und Architektur
Dir Kirche ist ein stattlicher rechteckiger Feldsteinbau mit einem aus der Flucht der Schiffswände vortretenden Westturm und einer Sakristei im Norden aus der 2. Hälfte des 13. Jahrhunderts. Das Schiff wurde im 16. Jahrhundert eingewölbt. In den Jahren 1721–1737 erfolgte eine Instandsetzung; dabei wurden die Fenster vergrößert, eine Südvorhalle mit Treppe zur Patronatsloge (1728) und ein quadratischer Turmaufsatz (Wetterfahne datiert auf 1734) aus Backstein erbaut sowie Außenputz mit Eckrustizierung aufgebracht. Gegen Ende des 18. Jahrhunderts wurde die Sakristei zum Erbbegräbnis umgebaut.
Im Westen wird das Bauwerk durch ein zweifach gestuftes Spitzbogenportal erschlossen, je ein weiteres vermauertes Portal liegt im Norden und Süden; die Ostwand war ursprünglich mit einer Dreifenstergruppe versehen, deren Mittelfenster vermauert sowie mit mittelalterlichen Putzresten mit doppeltem Fugenstrich versehen ist.
Das Innere wurde im 16. Jahrhundert durch Einzug von zwei achteckigen Pfeilern zur zweischiffigen, dreijochigen Hallenkirche mit fünfteiligen Kreuzrippengewölben umgebaut. Die große Spitzbogenöffnung zum Turmraum wurde teilweise vermauert.
Die Westempore stammt aus dem Jahr 1737, wohl gleichzeitig wurden die Südempore und das Gestühl erneuert. Im Jahr 2005 wurde festgestellt, dass die Auflager der Dachkonstruktion stark geschädigt sind und eine aufwändige bauliche Sicherung erforderlich machen. Im Jahr 2015 fand der letzte Gottesdienst statt, danach wurde die Kirche  wegen akuter Einsturzgefahr geschlossen.  Ein gemeinnütziger Verein bemüht sich um die Finanzierung der Sanierungsarbeiten : Ab Juli 2019 konnte eine Notsanierung erfolgen, mit der die Standfestigkeit wieder hergestellt werden konnte. Die weiteren Arbeiten sollen schrittweise erfolgen. Ab 2022 stehen Gelder aus vielen verschiedenen Quellen für die Turmsanierung bereit. Insgesamt müssen für die komplette Kirche 1,6 Mio. € aufgewendet werden (Stand 2021). Ende 2022 zeichnete sich jedoch ab, dass auf Grund stark steigender Baukosten die Finanzierung nicht ausreicht, um den Glockenstuhl zu sanieren.

## Ausstattung
Hauptstück der Ausstattung ist ein viergeschossiger hölzerner Altaraufsatz von 1598 mit originaler Farbfassung und Stifterinschrift. Der Aufbau ist mit reichem Beschlagwerk- und Diamantquaderdekor versehen, die Relieffelder sind jeweils von Säulen (im dritten Geschoss verloren) oder Pilastern gerahmt. In der Predella sind Verkündigung, Geburt, Anbetung der Heiligen Drei Könige und Taufe Christi dargestellt; im Hauptgeschoss in der Mitte eine figurenreiche Kreuzigung, seitlich das Abendmahl und die Geißelung, in den Seitenwangen die Evangelisten; im zweiten Geschoss die Auferstehung, seitlich auf dem Gebälk Pelikan und Phönix, darüber die Himmelfahrt; als Bekrönung sind Gottvater und Christus auf Wolken thronend dargestellt.
Die hölzerne Kanzel mit Schalldeckel von 1728 in barocken Formen steht auf einem sich nach unten verjüngenden Pilaster. Der Logenprospekt an der Südseite stammt von 1728.
Das Denkmal des Generalfeldmarschalls Georg Abraham von Arnim wurde 1734 in seinem 84. Lebensjahr gefertigt und ist von beachtlicher Qualität. Die lebensgroße Freifigur des wohl kurz danach Verstorbenen ist in Rüstung aus weißem Marmor gearbeitet, in Rahmenarchitektur aus Pfeilern und Gebälk aus farbigem Marmor, als Bekrönung Waffen und Trophäen; das Denkmal ist möglicherweise ein Werk von Johann Georg Glume. Eine hölzerne Gedenktafel erinnert an Martin Stollhof, Pfarrer von Stegelitz († 1709), und ist mit einer Darstellung des vor dem Gekreuzigten knienden Verstorbenen versehen.
Eine Taufschale aus Zinn stammt aus dem Jahr 1705.
Die Orgel ist ein Werk von Albert Lang aus dem Jahr 1868 mit acht Registern auf einem Manual und Pedal.